# 普卢加努
普卢加努（法語：Plougasnou，法語發音：[pluɡanu]）是法国菲尼斯泰尔省的一个市镇，位于该省东北部，属于莫尔莱区。

## 地理
普卢加努（48°41'44"N, 3°47'22"W）面积33.94 平方千米，位于法国布列塔尼大區菲尼斯泰尔省，该省份为法国最西部的省份，位于布列塔尼半岛西部，北西南三面环大西洋，东临阿摩尔滨海省和莫尔比昂省。
与普卢加努接壤的市镇（或旧市镇、城区）包括：普卢埃佐克、圣让迪杜瓦。

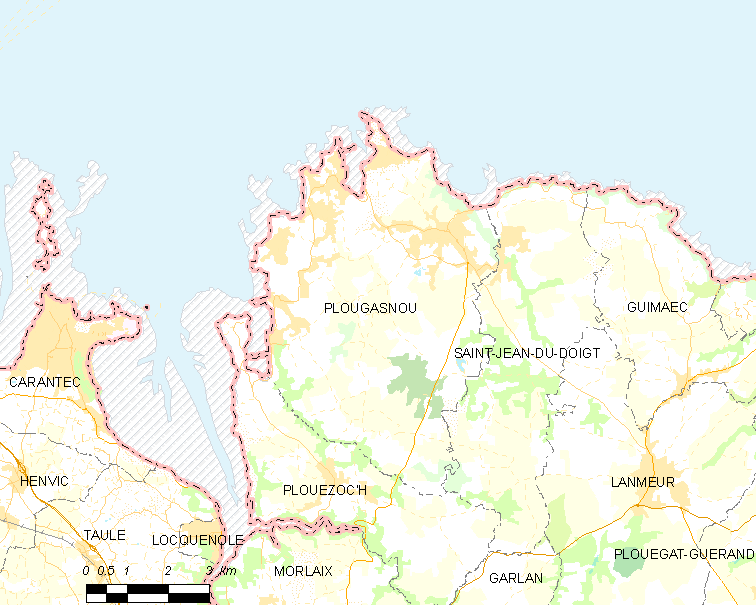
普卢加努的OSM定位图

普卢加努的时区为UTC+01:00、UTC+02:00（夏令时）。

## 行政
普卢加努的邮政编码为29630，INSEE市镇编码为29188。

## 政治
普卢加努所属的省级选区为普卢伊尼欧县。

## 人口

1962-2008年间普卢加努人口变化图示

普卢加努于2022年1月1日时的人口数量为3035人。